# Iron Storm Dub
Iron Storm Dub – szesnasty album studyjny Black Uhuru, jamajskiej grupy muzycznej wykonującej roots reggae.
Płyta została wydana w roku 1991 przez amerykańską wytwórnię Mesa / Bluemoon Recordings. Znalazły się na niej zdubowane wersje piosenek z poprzedniego albumu zespołu, Iron Storm. Miksu utworów dokonano w The Mixing Lab Studio w Kingston. Produkcją krążka zajęli się George Nauful oraz Jim Snowden.

## Lista utworów
1. "Tip Of The Iceberg (Radio)"
2. "Breakout"
3. "Bloodshed"
4. "Trouble"
5. "Iron Storm"
6. "Dance Hall Vibes"
7. "Statement"
8. "Colourblind Affair"
9. "Tip Of The Iceberg (Club)"